# Bishan Sports Hall

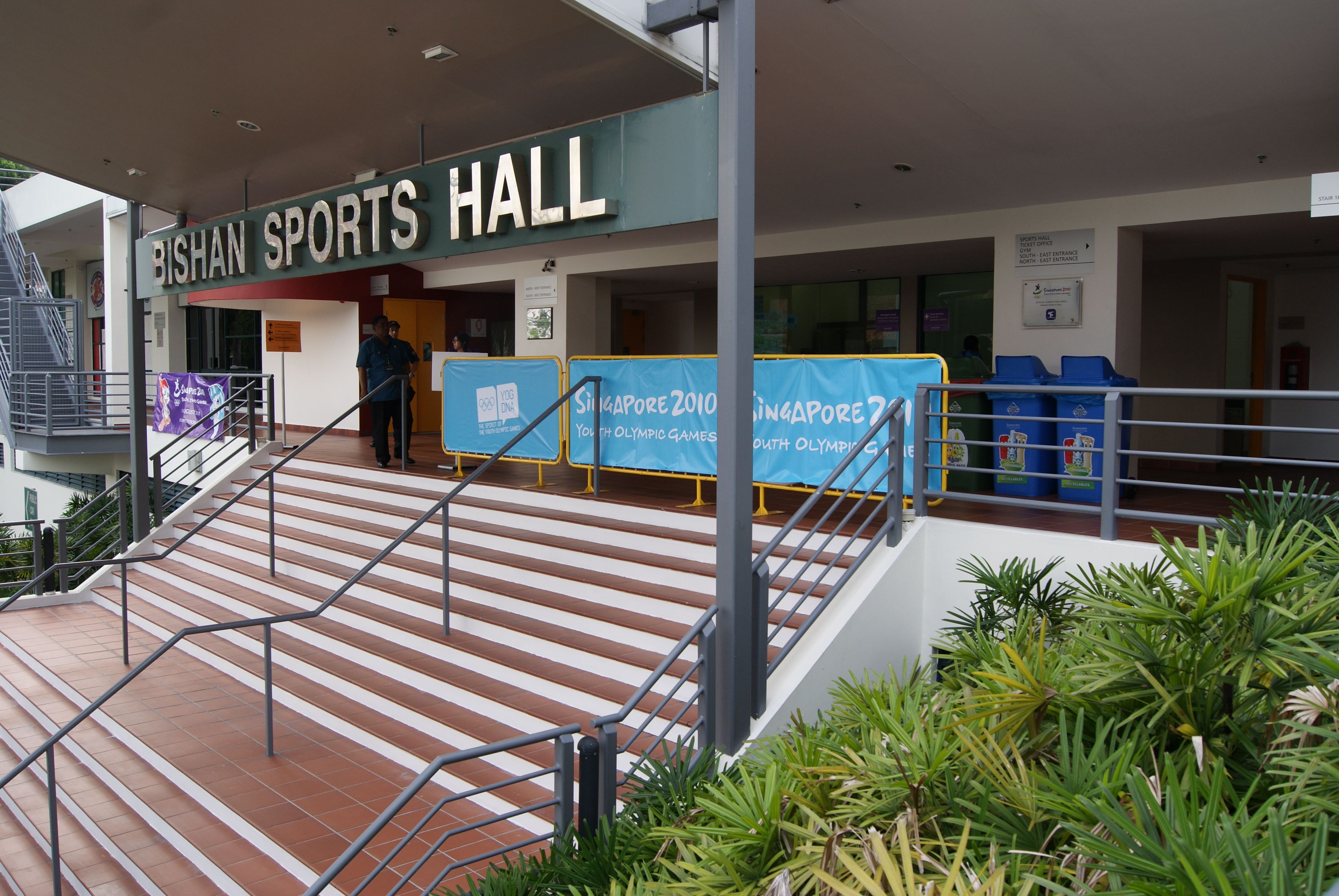
Bishan Sports Hall em Singapura, que foi usado para a competição de ginástica nos Jogos Olímpicos da Juventude de Verão de 2010.

O Pavilhão dos Desportos de Bishan é parte do Complexo de Desportos de Bishan. Está localizado perto do Estádio de Bishan.
O Pavilhão dos Desportos de Bishan acolheu já os Campeonatos de Singapura de Ginástica Aberta em vários anos. Também já acolheu o Campeonato Pesta Sukan de Ginástica em 2004 e o Campeonato de Escolas Artísticas e Rítmicas ASEAN em 2003. O Pavilhão dos Desportos de Bishan é o sítio de treino da equipa nacional singapurana de ginástica, e clubes e técnicos de ginástica usam o pavilhão para programas de desenvolvimento e treino dos jovens.
A bancada permanente no Pavilhão dos Desportos de Bishan pode acolher 1 700 espectadores e podem ser adicionados 300 lugares sentados adicionais temporários para acomodar as maiores multidões esperadas para os Jogos Olímpicos da Juventude 2010. Durante as Olimpíadas da Juventude de 2010, o pavilhão de aquecimento para a ginástica terá um vai-vém rápido para as escolas públicas locais, a Escola Secundária Católica e o Instituto Raffles. Também tem planos alternativos para uma grande tenda com ar-condicionado que pode ser erguida ao longo dos courtes de tênis adjacentes como área de aquecimento mas esta ainda tem que ser confirmada.
O Pavilhão dos Desportos de Singapura está a cerca de 20 minutos de viagem da Aldeia Olímpica da Juventude, e está bem ligada à rede de transportes públicos, pela estação de comboios Bishan MRT, uma praça de autocarros e táxis. Uma larga e popular área de compras suburbana está situada perto do Pavilhão dos Desportos e fornecerá inúmeras lojas, jantares, e opções de lazer e entretenimento para os participantes e espectadores dos Jogos Olímpicos da Juventude 2010.
O Pavilhão dos Desportos de Bishan acolherá as competições de Ginástica nos Jogos Olímpicos da Juventude em 2010. 